# Duhort-Bachen
Duhort-Bachen é uma comuna francesa na região administrativa da Nova Aquitânia, no departamento Landes. Estende-se por uma área de 33,33 km². Em 2010 a comuna tinha 678 habitantes (densidade: 20,3 hab./km²).